# Servicio familiar de alquiler
Un servicio familiar de alquiler (レンタル家族?), también llamado un servicio de suplente profesional, proporciona a los clientes que lo contratan, actores que interpretan a amigos, familiares o compañeros de trabajo para eventos sociales como bodas, o para brindar una compañía platónica. El servicio se ofreció por primera vez en Japón a principios de la década de 1990.

## Historia
El hecho de contratar multitudes se remonta al menos a la época del emperador Nerón, quien supuestamente requería que los soldados asistieran y animaran sus actuaciones. El primer servicio familiar de alquiler conocido fue ofrecido por Japan Efficiency Corporation (Nihon Kokasei Honbu) a partir del otoño de 1991. Japan Efficiency, dirigido por Satsuki Oiwa, se inició en 1987 para capacitar a los empleados corporativos, pero después de escuchar quejas sobre relaciones insatisfactorias, comenzó para ofrecer también actores profesionales para "servicio suave: llegar a otros con un corazón comprensivo". Para mayo de 1992, Japan Efficiency tenía una lista de 21 clientes, una lista de espera de otros 84 y más de 400 solicitantes para suplentes profesionales.

El amor humano es básico en cualquier sociedad, pero aquí [en Japón] se olvida. [...] Japón ha sido un país donde los adultos expresan su amor con regalos materiales. Nosotros a los treinta y cuarenta años éramos niños que recibimos el amor en forma de cosas. Hicimos lo mismo con nuestros hijos una vez que nos convertimos en padres. ¿Qué pasó en los años ochenta? Entre otras cosas, la gente se dio cuenta de que los bienes materiales por sí solos no los hacen felices. Han comenzado a ver lo que han olvidado, o lo que nunca tuvieron. Todavía no saben qué hacer al respecto. No están seguros. Pero alquilar una familia es una de las cosas que han hecho.
Oiwa Satsuki, fundador y CEO de Japan Efficiency Corporation

Algunas de las agencias de familias de alquiler sintieron que los servicios ofrecidos se adaptaban de manera única a aspectos de la cultura japonesa, como salvar las apariencias y la etiqueta social, pero desde entonces la práctica se ha extendido a otros países. Los alquileres de invitados a bodas comenzaron a fines de la década de 1990 en Corea del Sur, lo que ofrece un deseo cultural similar de ofrecer una imagen pública de éxito. Los servicios de alquiler coreanos se expandieron a funciones más amplias en la década de 2000. En 2007, se creó el sitio Super-grandparents en Francia para vincular niños con abuelos sustitutos por períodos que varían de un mes a un año.
Después de leer un artículo de noticias de 2009 sobre el servicio, Scott Rosenbaum fundó Rent-a-Friend, con sede en los Estados Unidos, en octubre de 2009, un servicio mundial que brinda a los suscriptores que pagan información de contacto para acompañantes platónicos locales que pueden ser contratados a tarifas establecidas por el acompañante.

Hay algo en la cultura japonesa sobre la preocupación excesiva de las personas por las apariencias y cómo los ven los demás. Y muchas veces existe esta idea de que hay un solo sentido común y nada más. […] Las personas que vienen a nosotros a menudo no tienen a nadie más a quien preguntar. Somos su último recurso. Hay momentos en los que me pregunto, ¿Qué pasará si no ayudo a esta persona? Tal vez solo resulte en una vergüenza de corta duración, o tal vez el daño sea más profundo y se propague a lo largo de su vida.
Ichinokawa Ryuichi, fundador y presidente de Hagemashi-tai, entrevista de 2017 con Pavel Alpayev

En 2009, había alrededor de diez agencias de servicios familiares de alquiler en Japón. En 2010, CNN informó que algunas empresas chinas estaban contratando a extranjeros para que sirvieran como empleados y socios sucedáneos, lo que implicaba la presencia de conexiones comerciales en el extranjero. La práctica era conocida como "Escaparate de chico blanco", "Chico blanco con corbata" o "Face Job" por los actores contratados. Las empresas pueden fomentar la inversión inmobiliaria porque la mera presencia de extranjeros fuera de las principales ciudades implica que la región está atrayendo la atención internacional.
Algunos anuncios personales en China ofrecían servicios de alquiler para servir como socios para que los padres del cliente no se preocuparan por su estado de soltería continua, especialmente durante las vacaciones.
El estatus legal de tales alquileres es cuestionable en China, donde es legal ofrecer servicios y mano de obra, pero el "cuerpo [no se puede alquilar] como sujeto de un contrato [comercial]". Se observó que algunas de las plataformas de alquiler de amigos facilitan potencialmente la prostitución, que es ilegal en China.

## Ejemplos de servicio
Interpreté a un padre para una niña de 12 años con una madre soltera. La niña fue acosada porque no tenía papá, así que la madre me alquiló. He actuado como el padre de la niña desde entonces. Soy el único padre real que ella conoce. [...] Si el cliente nunca revela la verdad, debo continuar en el papel indefinidamente. Si la hija se casa, tengo que actuar como padre en esa boda, y luego tengo que ser el abuelo. Entonces, siempre le pregunto a cada cliente: "¿Estás preparado para sostener esta mentira?" Es el problema más importante que tiene nuestra empresa.
Ishii Yuichi, fundador y director de Family Romance, entrevista de 2017

Office Agents, una empresa con sede en Tokio, ofreció a los invitados a la boda un precio base de 20.000 yenes cada uno en 2009, cobrando 5.000 yenes adicionales por el invitado profesional para cantar o bailar, y 10.000 yenes adicionales por un discurso sincero. Para una boda, que era el segundo matrimonio del novio, los agentes de la oficina proporcionaron a los treinta invitados familiares, amigos y compañeros de trabajo del novio, que no querían invitar a las mismas personas de su primer matrimonio. La compañía declaró que recibió 100 solicitudes de boda por año y que podía llamar a un grupo de 1000 actores.
La compañía Family Romance lanzó el servicio "Real Appeal" en 2017. "Real Appeal" proporcionó a los clientes actores para posar con el cliente en fotografías destinadas a compartirse más tarde en las redes sociales. El costo de cada actor fue de 8.000 yenes por hora, con un mínimo de dos horas, y todos los gastos de viaje corrieron a cargo del cliente. El servicio fue diseñado para aumentar la popularidad percibida del cliente.
Aunque el fenómeno del aislamiento social (hikikomori) está bien publicitado en Japón y algunas familias han contratado a amigos de alquiler para romper ese aislamiento, otros clientes no son retraídos sino que simplemente buscan una relación no definida por las expectativas sociales, es decir, una oído comprensivo o confesional.
Family Romance también ofrece un servicio de bodas, que se organiza dos o tres veces al año a un costo de ¥ 5,000,000. En algunos casos, el alquiler incluye invitados y novio.
Otra empresa, Ikemeso Takkyūbin, ofrece un servicio para inducir a las personas a llorar, logrando así una sensación de catarsis. El nombre de la empresa se traduce como "hombres guapos que lloran la entrega" o "mensajeros de lágrimas", ya que su primer servicio ofrecido fue una ceremonia para marcar el final de un matrimonio, y su clientela femenina sintió que sus emociones se intensificaron por un hombre atractivo para limpiar. sus lágrimas.

## Comentario
David McNeill escribió, para The Independent, que la pérdida de oportunidades de empleo de por vida había roto las relaciones profesionales, donde "muchas empresas eran asuntos familiares donde los trabajadores pasaban la mayor parte de sus vidas y conocían a sus jefes" y la vida familiar en Japón se había fracturado de manera similar: " Un número creciente de personas posponen el matrimonio o los hijos y llevan vidas atomizadas y solitarias en apartamentos urbanos estrechos"." En 1992, Erma Bombeck escribió sobre Japan Efficiency y trazó paralelismos con el declive de las relaciones familiares en Estados Unidos, señalando que "hubo una época en el mundo en la que reconocimos que nos necesitábamos unos a otros y teníamos responsabilidades con respecto a estas necesidades [...] Ahora somos independientes unos de otros y estamos demasiado ocupados para lidiar con los problemas de los demás".

## En la cultura popular
- Can't Buy Me Love, película estadounidense de 1987 en la que el protagonista rico pero impopular contrata a una popular compañera de clase para que se haga pasar por su novia.
- My Best Friend's Wedding, película estadounidense de 1997 en la que la protagonista le pide a una amiga que se haga pasar por su prometido para poner celosa a otra amiga.
- Rent a Friend, película holandesa del 2000 en la que el protagonista alquila sus servicios como amigo por horas tras ser dejado por su novia por su falta de ambición.
- Noriko's Dinner Table, película japonesa de 2006 sobre una niña de 17 años, Noriko Shimabara, que huye de su familia y su ciudad natal a Tokio, donde se une a una empresa familiar de alquiler, I.C. corporación.
- Rent-A-Girlfriend, serie de manga sobre un estudiante universitario que alquila una novia para mantener las apariencias con su abuela y amigos.
- Family Romance, LLC, película de 2019 de Werner Herzog protagonizada por Yuichi Ishii, fundador del servicio de alquiler de familias y amigos Family Romance.
- The Wedding Ringer, película de 2015 sobre un chico que contrata a alguien para que sea su padrino en una boda.